# Cardiandra formosana
Cardiandra formosana är en hortensiaväxtart som beskrevs av Bunzo Hayata. Cardiandra formosana ingår i släktet Cardiandra och familjen hortensiaväxter. Inga underarter finns listade i Catalogue of Life.